# Ski Resort Tycoon
Ski Resort Tycoon er et økonomisk simulationsspil, hvor spilleren skal opbygge og administrere skisportssted.

## External links
- Udviklerhjemmeside
- SkiGaming Arkiveret 15. januar 2008 hos  Wayback Machine

| computerspil | Spire Denne computerspilsrelaterede artikel er en spire som bør udbygges. Du er velkommen til at hjælpe Wikipedia ved at udvide den. |